# 덴마크의 국장

덴마크의 국장 (소형 국장)

덴마크의 국장은 1190년대에 처음 사용되었다는 기록이 있으며 현재의 국장은 1819년에 수정된 국장이다.
금색 방패에는 금색 왕관을 쓴 세 마리의 파란색 사자가 그려져 있으며 사자 문양 주변에는 아홉 개의 빨간색 하트 문양이 장식되어 있다. 방패 위에는 크리스티안 5세의 왕관이 올려져 있다.

## 그 외의 문장

덴마크의 중형 국장

## 같이 보기
- 그린란드의 문장
- 페로 제도의 문장
- 덴마크의 국기
- 에스토니아의 국장